# Клиника (лечебное учреждение)
Кли́ника (заимствовано в первой половине XIX века из фр. clinique, через лат. clinicē, от греч. κλινική, восходящему к κλίνη — «ложе»; букв. уход за лежачим больным, врачевание) — медицинское лечебно-профилактическое заведение.
Для большинства людей, клиника является синонимом слова больница, но между ними есть существенное отличие, основная задача клиник — преподавание практической медицины молодым врачам. Так как такое преподавание, за единичными исключениями, ведётся у постели больного, то отсюда и возникло представление о клинике, как о больнице, оправдываемое также этимологическим происхождением слова ήκλΐνη (кровать).
Помощь пациентам активно сочетается с педагогической и научно-исследовательской работой.
Иногда обучение производится и в обычных стационарах, но связано это скорее с отсутствием средств. В более богатых медицинских учреждениях появилось понятие «клиническое отделение», кое имеют практически все ведущие медицинские вузы мира.
Среди российских клиник наиболее известными можно назвать Главный военный клинический госпиталь имени Н. Н. Бурденко, Городская клиническая больница № 1 и ряд других, которые почти все расположены в столице РФ.